# Mascați

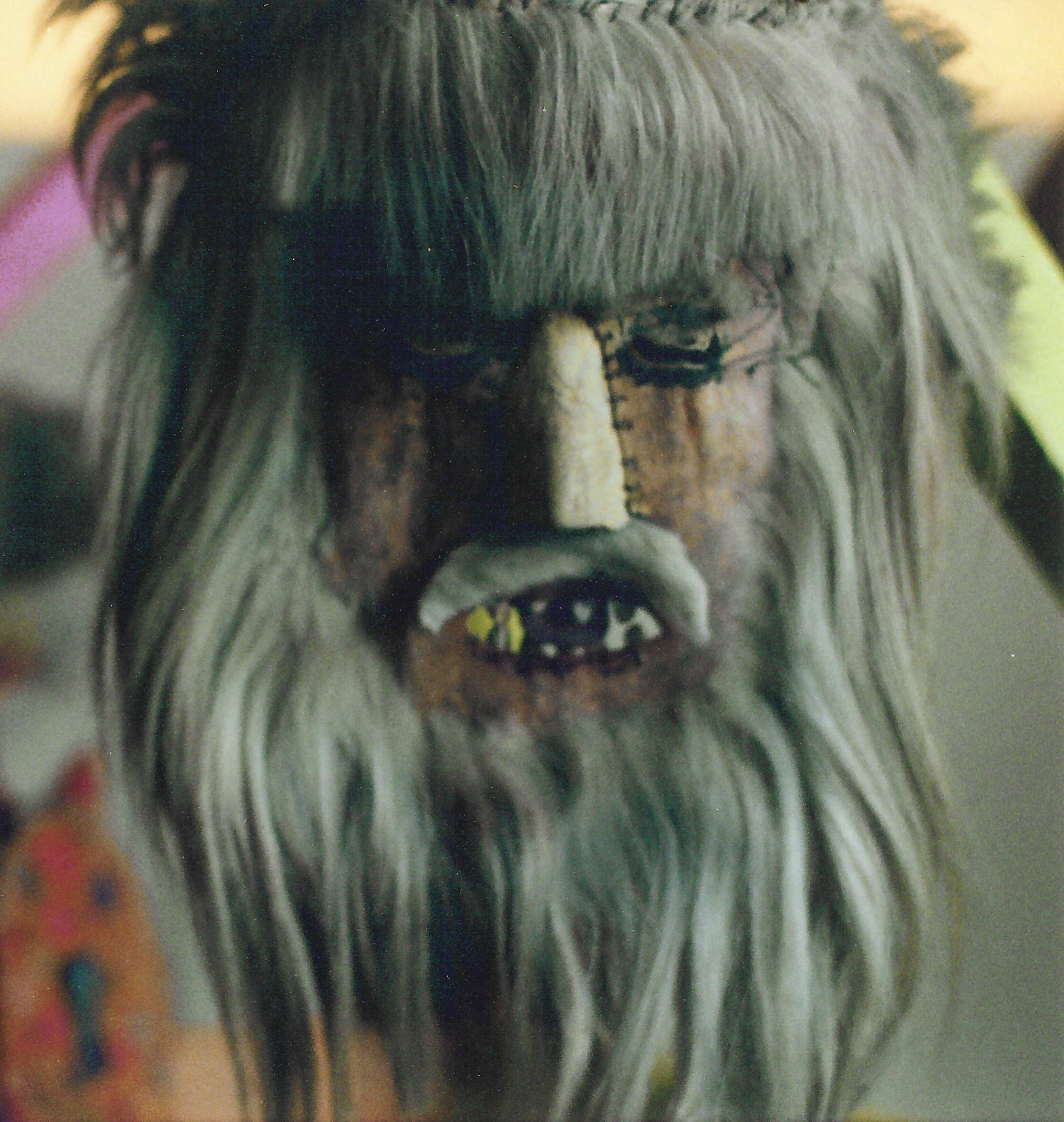
Mască tradiţională autentică

Mascații sunt membrii unei cete de urători, deghizați și mascați ce umblă din casă în casă, cântând, recitând, jucând și făcând gazdelor urări pentru noul an.
Dansul mascaților are origini pre-creștine, când avusese funcții rituale și reprezintă lupta dintre bine și rău.
Măștile sunt fabricate din pânză, blană și piei de animale, lemn, coarne și este împodobită cu panglici multicolore, bucăți de sticlă colorată, oglinzi. În Ruginoasa, județul Iași, măștile sunt gros căptușite pentru a rezista loviturilor în tradiționala Bătaie de la Ruginoasa.

## Galerie

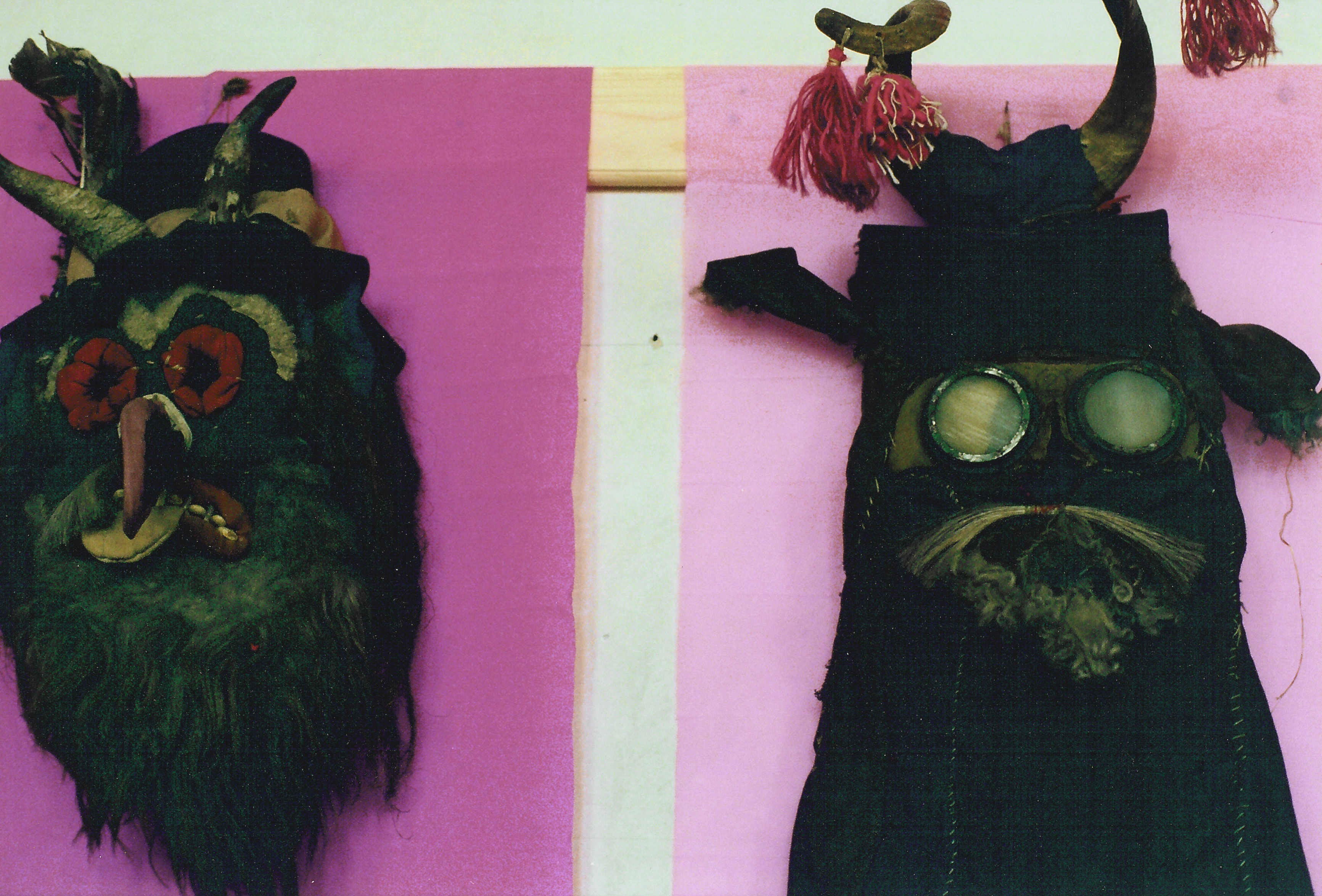
Mască,Muzeul Satului din Bucureşti.
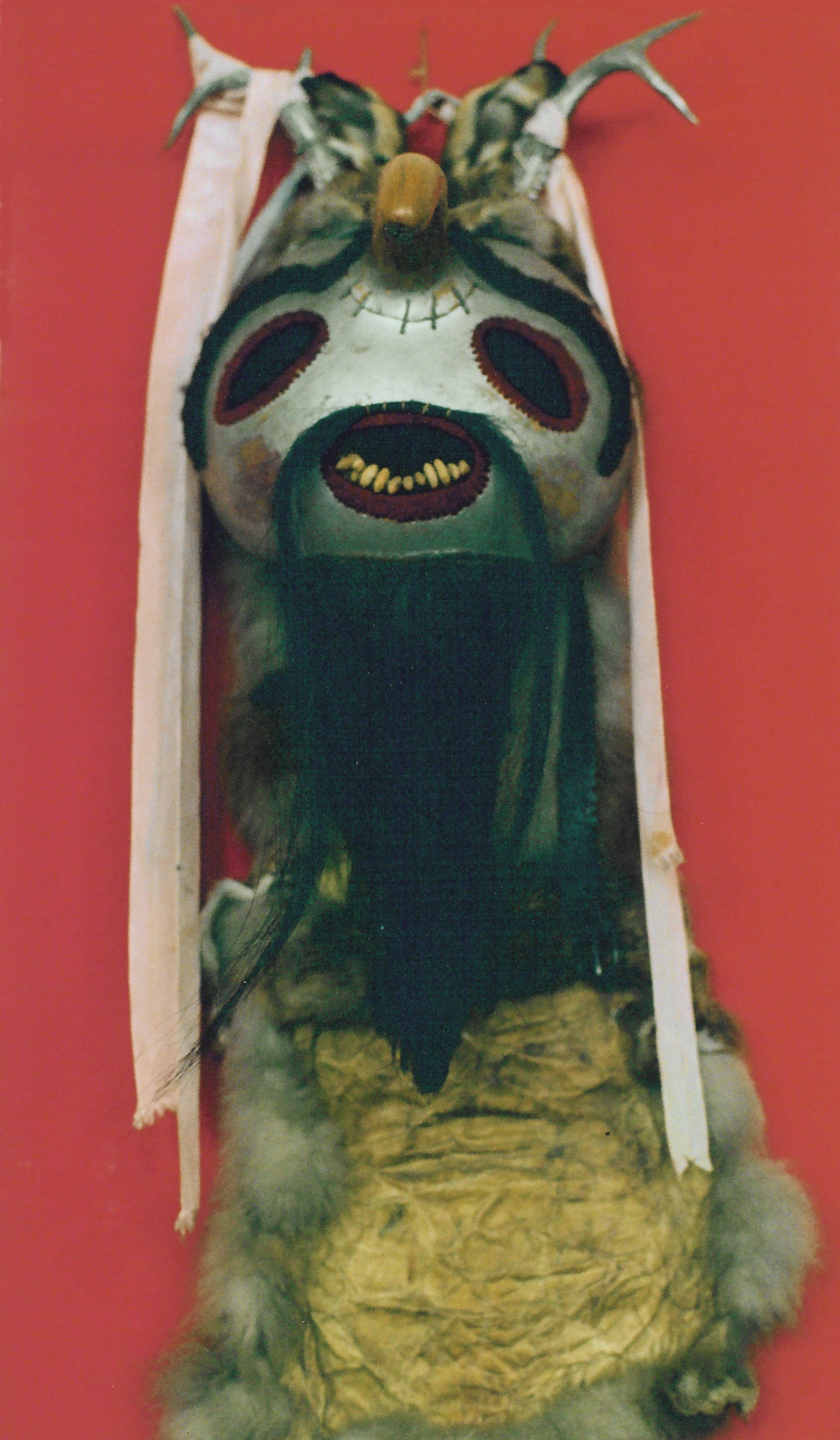
Mască,Muzeul Satului din Bucureşti.
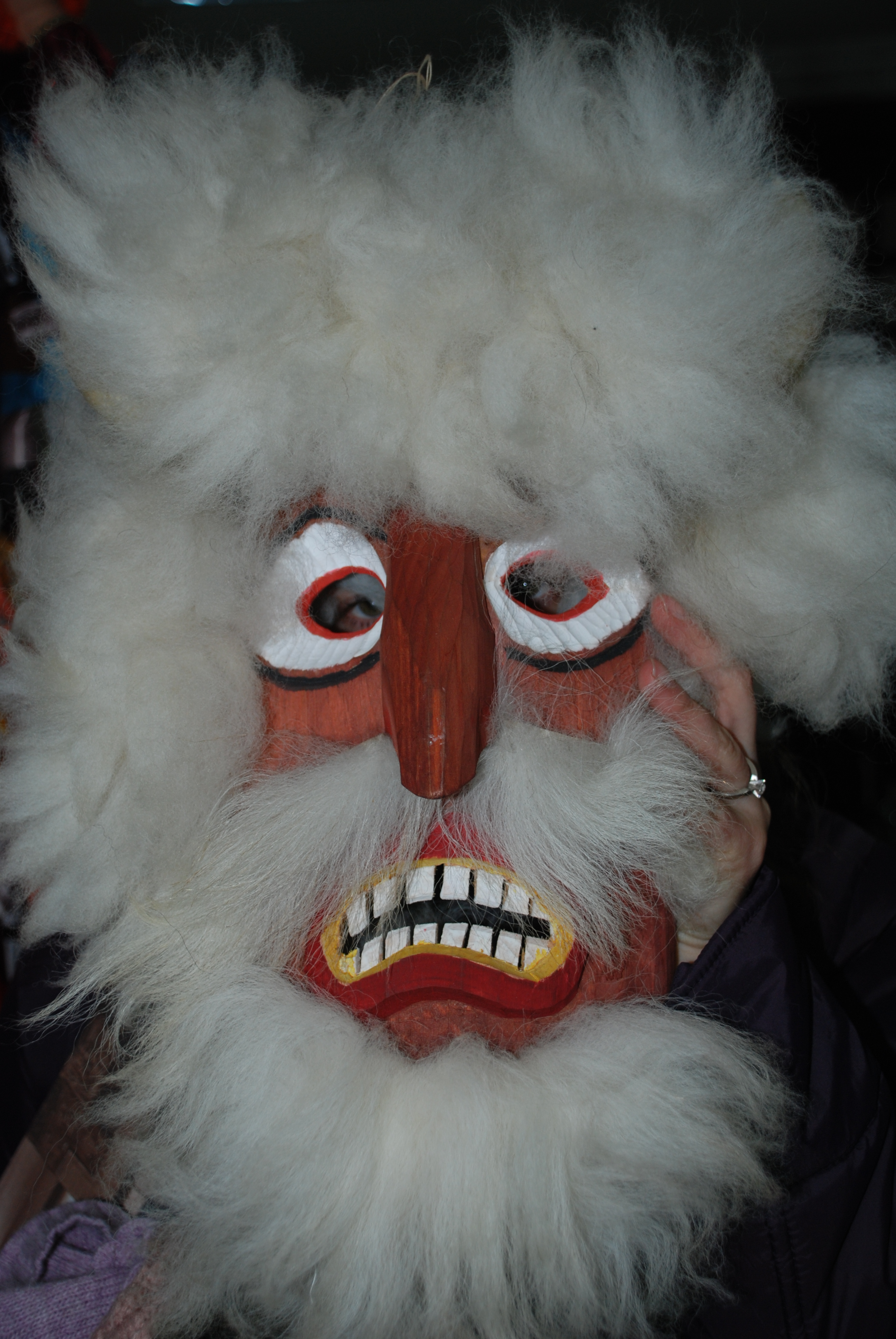
Mască,Muzeul Satului din Bucureşti.
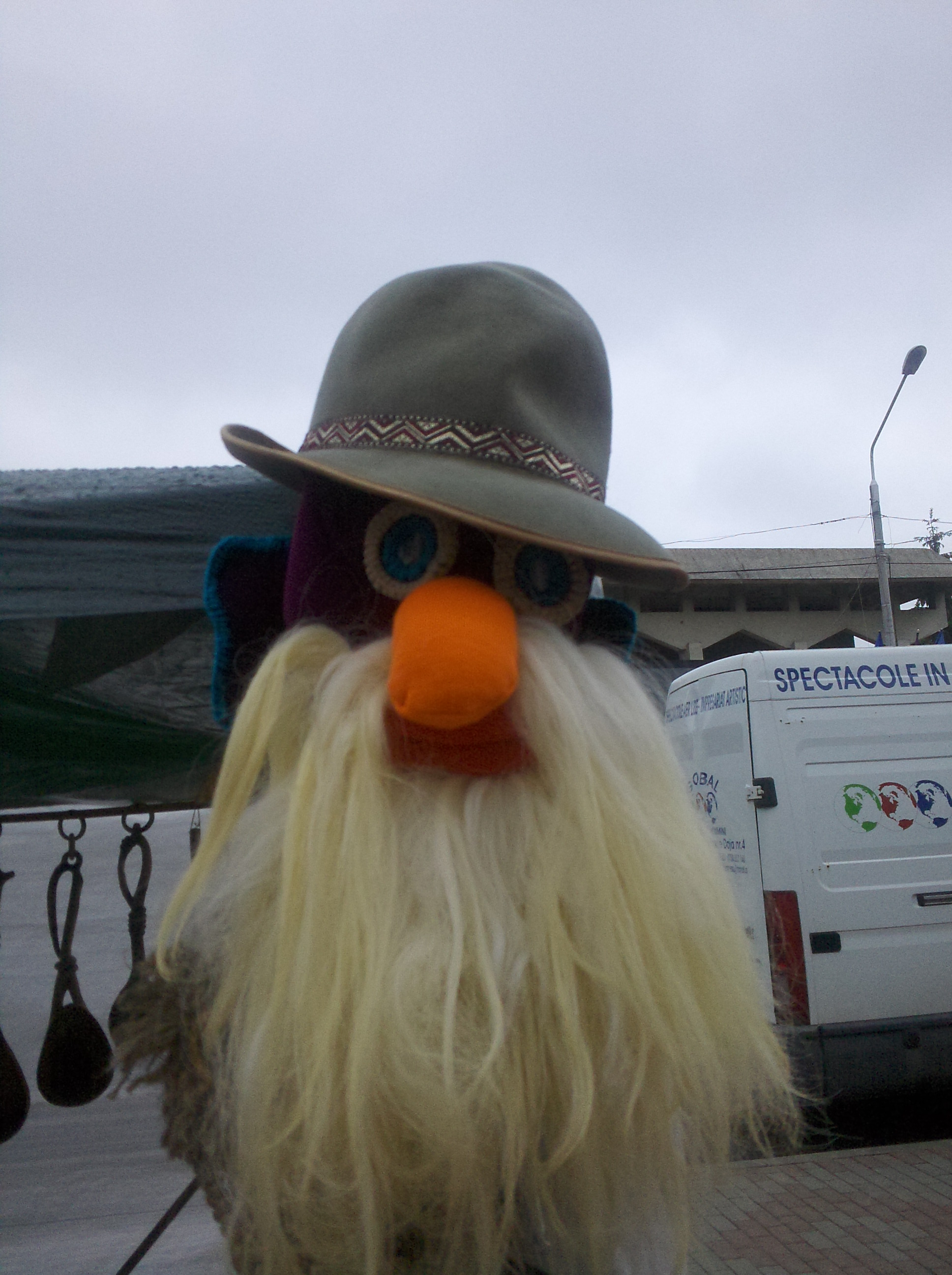
Mască tradiţională românească prezentată la un târg în Roman
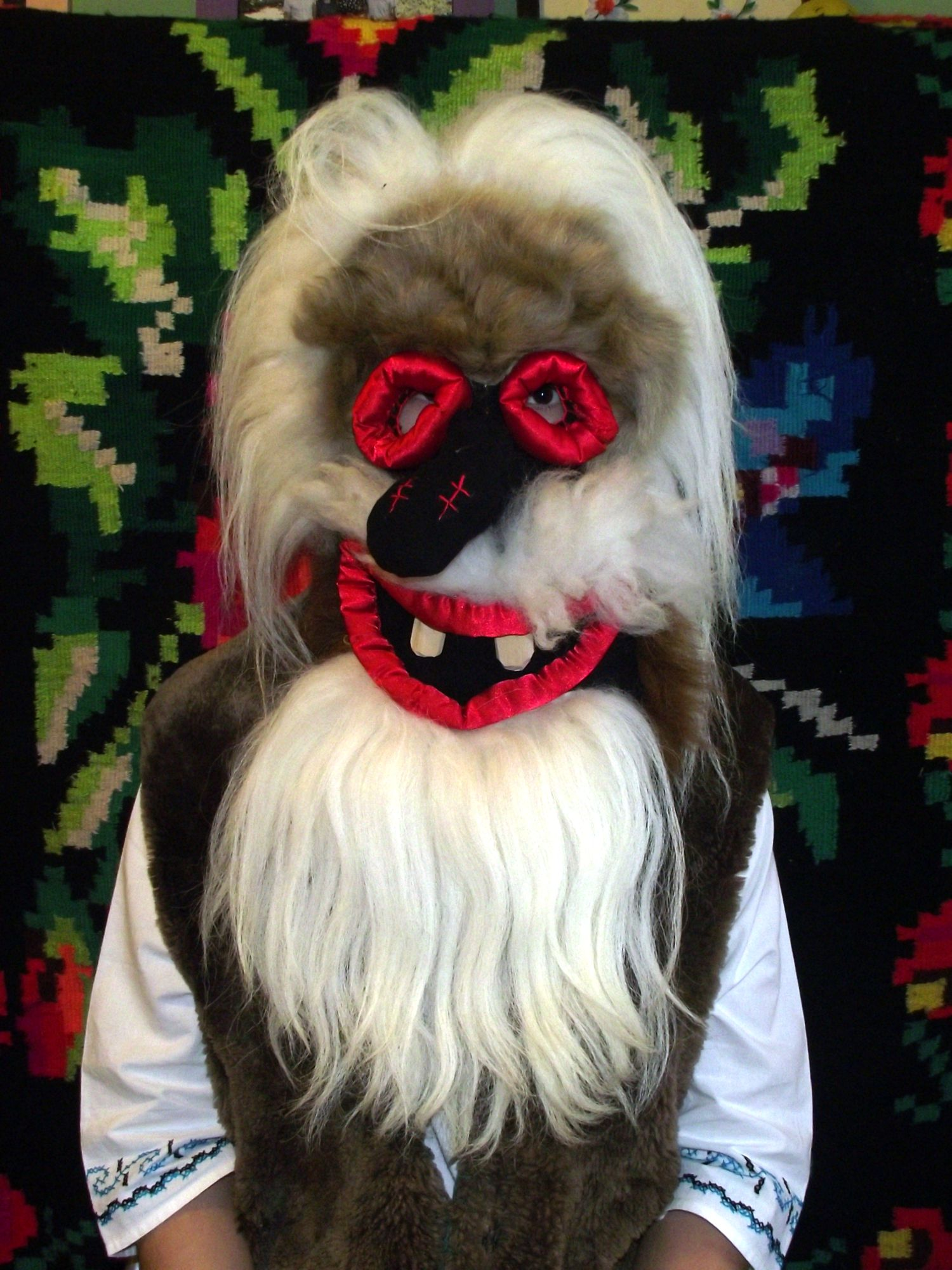
Masca traditionala romaneasca de Anul Nou din Valea Arinilor
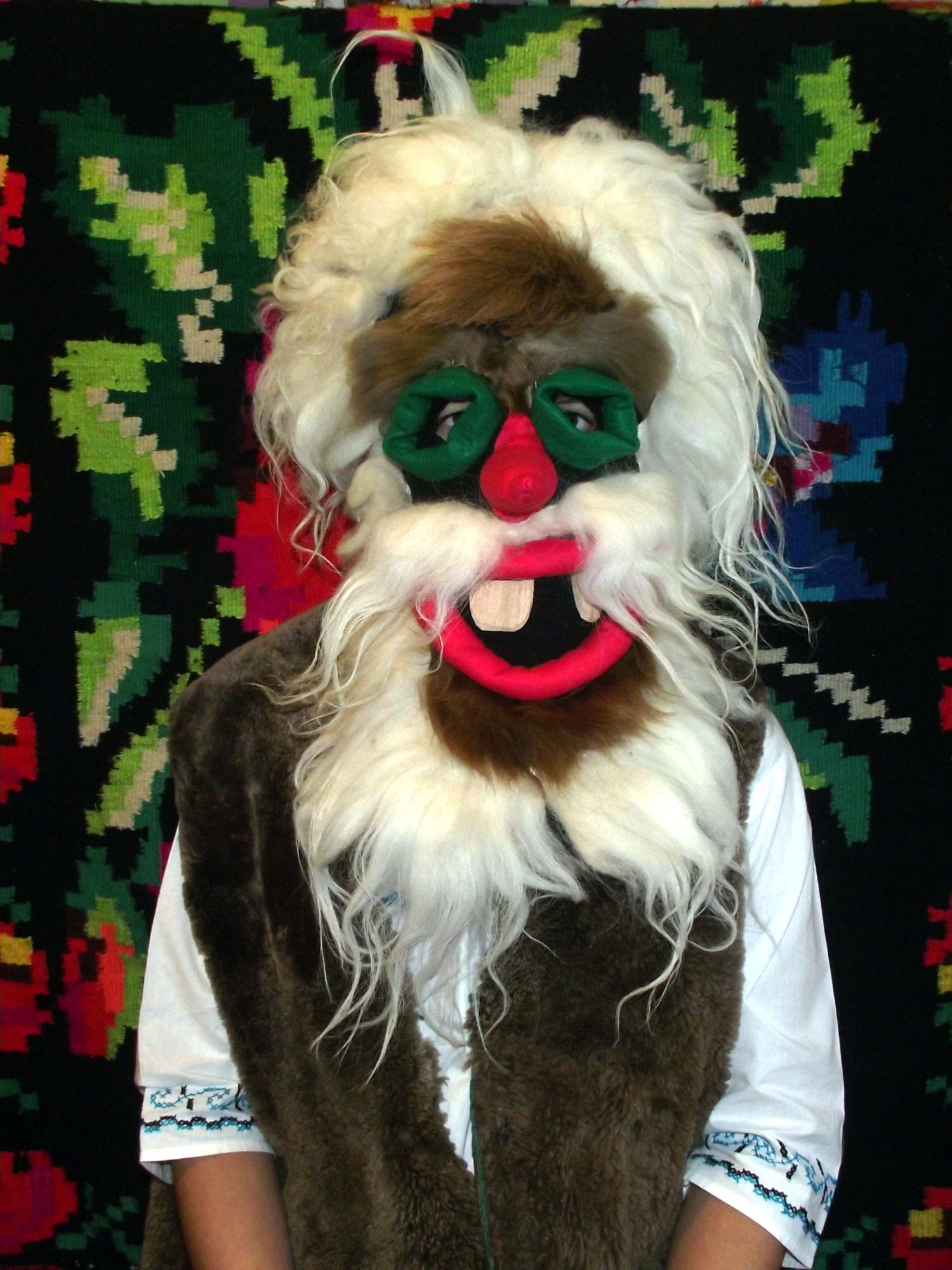
Masca traditionala romaneasca de Anul Nou din Valea Arinilor
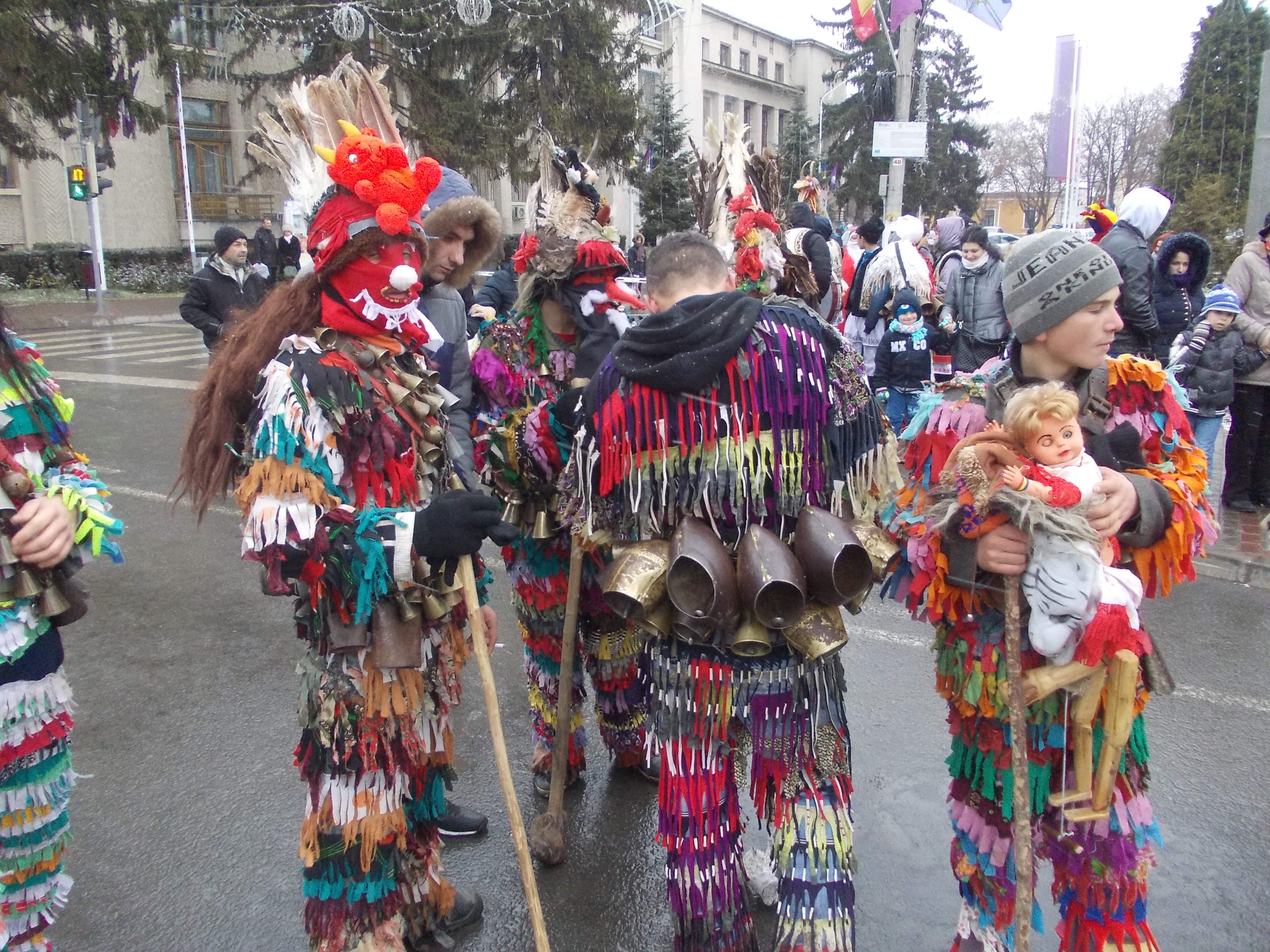
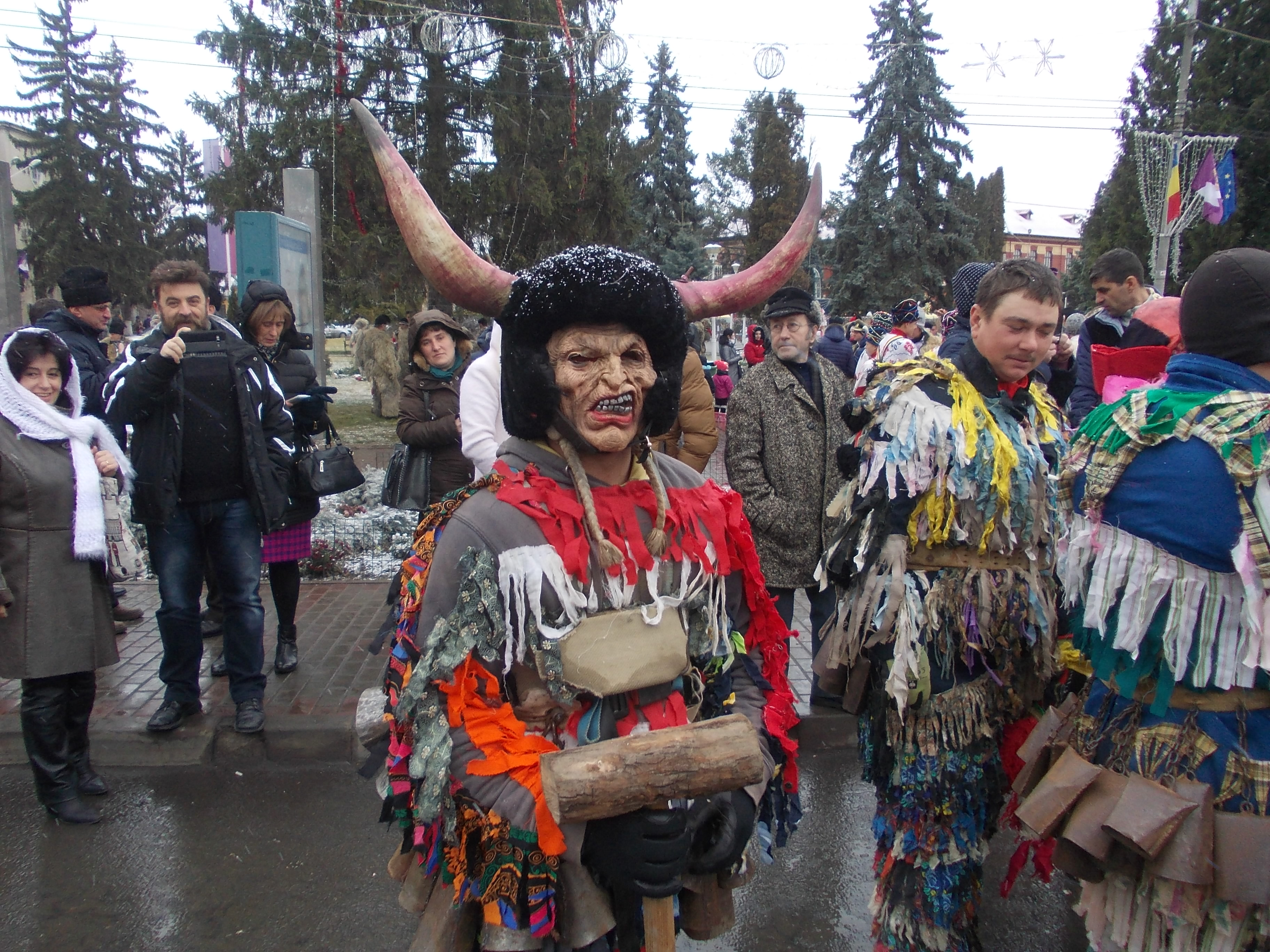